# Xã Calwood, Quận Callaway, Missouri
Xã Calwood (tiếng Anh: Calwood Township) là một xã thuộc quận Callaway, tiểu bang Missouri, Hoa Kỳ. Năm 2010, dân số của xã này là 1.097 người.